# Гай Аппий Юний Силан
Гай Аппий Юний Силан (лат. Gaius Appius Iunius Silanus; ? — 42, Рим) — римский политический деятель начала I века.
Возможно, был сыном ординарного консула 10 года Гая Юния Силана. В 25 году Аппий был городским претором, а в 28 году занимал должность ординарного консула. В 32 году он был вместе с некоторыми знатными сенаторами обвинён в оскорблении величия, однако один из главных доносчиков — трибун городской стражи Цельс — снял с него все обвинения. Известно, что Аппий входил в состав коллегии арвальских братьев, а в 39 году вступил в должность магистра.
В 41 году Аппий был легатом пропретором Тарраконской Испании. После прихода к власти императора Клавдия, Аппий был вызван из своей провинции и его женили на тёще императора Домиции Лепиде Младшей. Одно время он был в ближнем окружении императора, но навлёк на себя ненависть его жены Мессалины тем, что отказался стать её любовником. Тогда Мессалина сговорилась с могущественным императорским вольноотпущенником Нарциссом и обвинила Силана в подготовке покушения на Клавдия, доказательствами чего служили лишь совпавшие сны Нарцисса и Мессалины. Инсценировав нападение Силана, клеветники сумели убедить Клавдия в правдивости этих снов и добились казни Силана.